# 근원섬유
근원섬유(筋原纖維, 영어: myofibril, muscle fibril)는 근육 잔섬유 또는 근육원섬유라고도 불리며, 근육세포의 기본적인 원기둥 형태의 세포소기관이다. 뼈대근육은 길고 관 형태의 근육섬유로 구성되며, 이 근육섬유는 많은 근원섬유 사슬을 포함한다. 각 근원섬유는 지름이 1~2 마이크로미터이다. 이들은 배아 발달 중 근육생성이라는 과정을 통해 생성된다.
근원섬유는 액틴, 미오신, 티틴을 포함한 긴 단백질과 이들을 함께 묶어주는 다른 단백질로 구성된다. 이 단백질들은 굵은 필라멘트, 가는 필라멘트, 탄성 필라멘트 형태의 근필라멘트로 조직되며, 근육원섬유마디라고 불리는 수축 단위 또는 구역으로 근원섬유의 길이를 따라 반복된다. 근육은 수축 시 굵은 미오신 필라멘트와 가는 액틴 근필라멘트를 서로 미끄러뜨려 수축한다.

## 구조

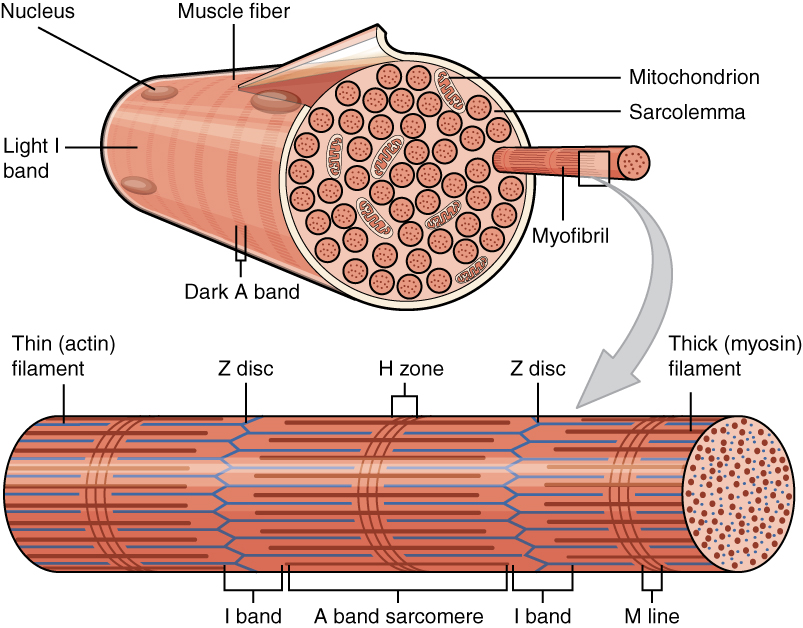
근육섬유 구조

각 근원섬유의 지름은 1~2 마이크로미터(μm)이다. 근원섬유의 근필라멘트는 굵은 필라멘트, 가는 필라멘트, 탄성 필라멘트의 세 가지 종류로 구성된다.
- 가는 필라멘트는 주로 액틴 단백질로 구성되며, 네불린 필라멘트와 함께 꼬여 있다. 액틴은 필라멘트로 중합되면 미오신 필라멘트가 "기어 올라" 움직임을 생성하는 "사다리"를 형성한다.
- 굵은 필라멘트는 주로 미오신 단백질로 구성되며, 힘 생성에 관여한다. 미오신은 ATP 및 액틴 결합 부위를 가진 구형 머리와 미오신 필라멘트로 중합되는 데 관여하는 긴 꼬리로 구성된다.
- 탄성 필라멘트는 티틴이라는 거대 단백질로 이루어져 있으며 굵은 필라멘트를 제자리에 고정한다.

액틴과 미오신으로 구성된 단백질 복합체는 때때로 액토미오신이라고도 불린다.
줄무늬가 있는 뼈대근육과 심장 근육 조직에서 액틴과 미오신 필라멘트는 각각 길이가 몇 마이크로미터 정도로 특정하고 일정하며, 길쭉한 근육세포의 길이(인간 뼈대근육세포의 경우 몇 밀리미터)보다 훨씬 짧다. 필라멘트는 근원섬유의 길이를 따라 반복되는 하위 단위로 조직된다. 이 하위 단위는 길이가 약 3 μm인 근육원섬유마디라고 불린다. 근육세포는 세포의 긴 축을 따라 서로 평행하게 배열된 근원섬유로 거의 가득 차 있다. 한 근원섬유의 근육원섬유마디 하위 단위는 그 옆 근원섬유의 근육원섬유마디 하위 단위와 거의 완벽하게 정렬되어 있다. 이러한 정렬은 세포에 줄무늬 또는 횡문 모양을 부여한다. 특정 각도에서 노출된 근육세포, 예를 들어 고기 절단면에서는 이러한 근원섬유와 근육원섬유마디의 주기적인 정렬로 인해 구조색 또는 훈색을 보일 수 있다.

### 모양

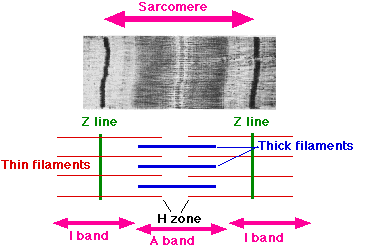
근원섬유마디 구조도

근육원섬유마디의 다양한 하위 영역 이름은 광학 현미경으로 관찰했을 때 상대적으로 밝거나 어두운 모양에 따라 결정된다. 각 근육원섬유마디는 Z판 또는 Z선(독일어 zwischen, '사이'에서 유래)이라고 불리는 두 개의 매우 어두운 색 띠로 구분된다. 이 Z판은 빛의 통과를 쉽게 허용하지 않는 밀집된 단백질 원반이다. T세관이 이 영역에 존재한다. Z판 사이의 영역은 양쪽 끝에 있는 두 개의 밝은 색 띠인 I밴드 또는 등방성 띠와 중간에 있는 더 어두운 회색 띠인 A밴드 또는 이등방성 띠로 더 나뉜다.
I밴드는 근육원섬유마디의 이 영역이 주로 가는 액틴 필라멘트를 포함하기 때문에 더 밝게 보인다. 액틴 필라멘트의 작은 지름은 빛이 그 사이를 통과할 수 있게 한다. 반면에 A밴드는 대부분 지름이 더 큰 미오신 필라멘트를 포함하므로 더 어둡게 보인다. A는 이등방성을, I는 등방성을 나타내며, 이는 편광 현미경으로 관찰했을 때 살아있는 근육의 광학적 특성을 참조한 것이다.
I밴드와 인접한 A밴드 부분은 액틴과 미오신 필라멘트 모두를 포함한다(위에서 설명한 대로 서로 맞물려 있다). 또한 A밴드 내에는 상대적으로 밝은 중앙 영역인 H영역(독일어 helle, '밝은'에서 유래)이 있는데, 이 부분은 근육이 이완된 상태에서 액틴/미오신 중첩이 없다. 마지막으로, H영역은 M선(독일어 mittel, '중앙'에서 유래)이라고 불리는 어두운 중앙선에 의해 이등분된다.

## 발달
12일 된 병아리 배아의 다리 근육을 전자 현미경으로 연구한 결과 근원섬유 발달 메커니즘이 제시되었다. 발달 중인 근육세포에는 지름이 160–170 Å인 굵은 (미오신) 필라멘트와 지름이 60–70 Å인 가는 (액틴) 필라멘트가 포함되어 있다. 어린 근원섬유는 가는 필라멘트와 굵은 필라멘트의 비율이 7:1이다. 근형질막 아래 위치한 근육세포의 긴 축을 따라 자유로운 근필라멘트가 육각형으로 밀집된 배열로 정렬되고 응집된다. 이러한 응집은 Z밴드 또는 M밴드 물질의 존재와 상관없이 발생한다. 액틴과 미오신 단량체의 3차 구조가 세포의 이온 강도와 ATP 농도에 따라 필라멘트로 응집될 모든 "정보"를 포함하고 있기 때문에 응집은 자발적으로 일어난다.

## 기능

근원섬유 구조도(많은 근필라멘트가 평행하게 배열되고, 근육원섬유마디가 직렬로 배열됨)

근수축의 근 활주설

미오신 머리는 액틴 근필라멘트와 가교를 형성하며; 여기서 액틴을 따라 '노 젓는' 동작을 수행한다. 근육섬유가 이완된 상태(수축 전)일 때, 미오신 머리에는 ADP와 인산염이 결합되어 있다.
신경 임펄스가 도착하면, Ca2+ 이온이 트로포닌의 모양을 변화시키고; 이로 인해 트로포닌 + 트로포미오신 복합체가 움직여 미오신 결합 부위가 열린다.
이제 미오신 머리는 액틴 근필라멘트에 결합한다. 미오신 근필라멘트 머리에 저장된 에너지가 머리를 움직여 액틴을 미끄러뜨리게 되고; 그 결과 ADP가 방출된다.
ATP가 나타나면(칼슘 이온의 존재가 미오신 ATPase를 활성화시키므로), 미오신 머리는 액틴에서 분리되어 ATP를 붙잡는다. ATP는 ADP와 인산염으로 분해된다. 에너지가 방출되어 미오신 머리에 저장되어 나중에 움직임에 사용된다. 이제 미오신 머리는 원래의 이완된 위치로 돌아온다. 칼슘이 존재하면 이 과정은 반복된다.
근육이 수축할 때, 액틴은 미오신을 따라 근육원섬유마디의 중심 쪽으로 당겨지며, 이후 액틴과 미오신 필라멘트가 완전히 겹쳐지게 된다. 이때 이러한 겹쳐짐으로 말미암아 액틴과 미오신이 겹치지 않은 영역인 H영역은 계속해서 줄어들며, 근육 역시 짧아지게 된다. 그리고 근육이 완전 수축했을 때는 H영역이 더 이상 보이지 않는다. 액틴과 미오신 필라멘트 자체가 길이를 변화시키지 않고, 대신 서로 미끄러져 지나간다는 점에 유의해야 한다. 이를 근육 수축의 "근 활주설"이라고 한다.

## 같이 보기
- 가교 회전 주기
- 운동 단백질